# تپه یبزنه گیرتپه سی
تپه یبزنه گیرتپه سی مربوط به سدهٔ ۵ و ۶ ه.ق است و در شهرستان کمیجان، بخش میلاجرد، دهستان خسروبیگ، روستای خسرو بیگ واقع شده و این اثر در تاریخ ۲۵ آبان ۱۳۸۷ با شمارهٔ ثبت ۲۳۷۹۳ به‌عنوان یکی از آثار ملی ایران به ثبت رسیده است.